# 西斯普林菲尔德 (马萨诸塞州)

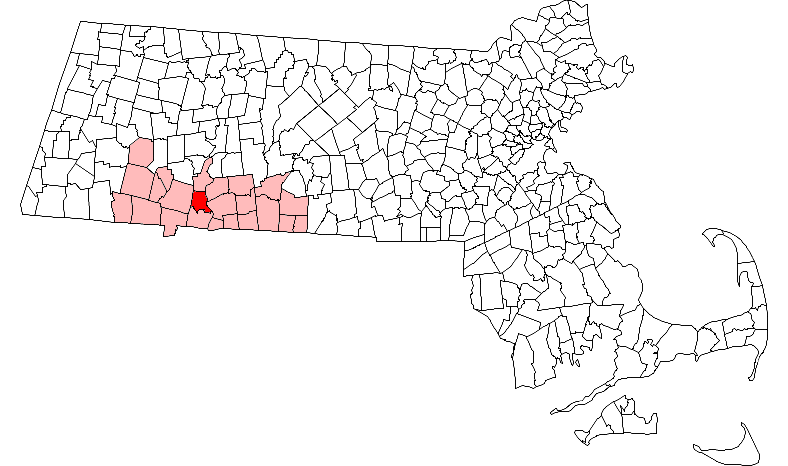

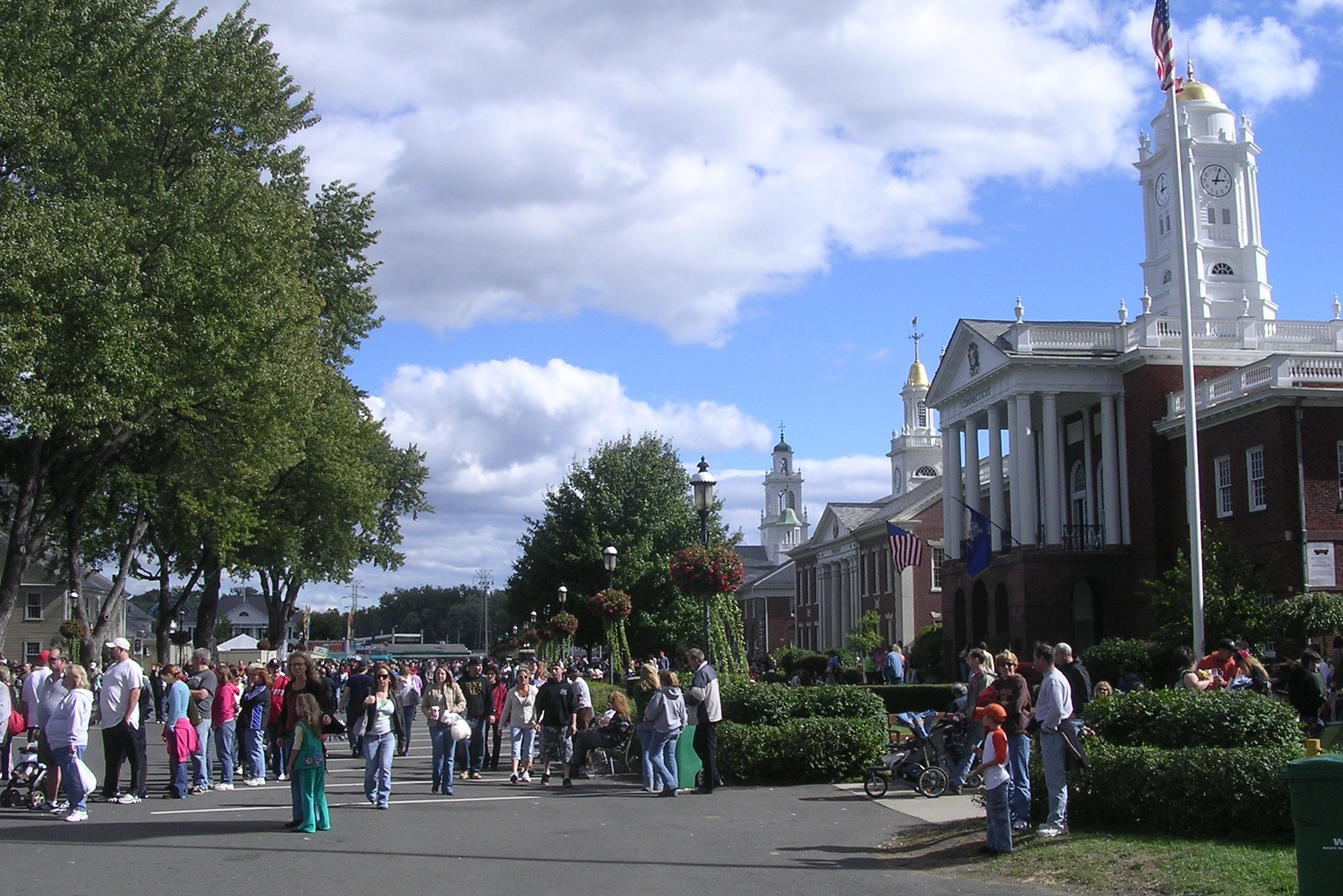

西斯普林菲爾德（英語：West Springfield），綽號「West Side」，是美國麻薩諸塞州漢登縣的一個城市，位於康涅狄格河東岸、斯普林菲爾德的對岸。面積45.4平方公里。根據美國2000年人口普查，人口27,889人。
1660年白人開始殖民，1774年2月23日建鎮。